# 224e régiment d'artillerie
Le 224e régiment d'artillerie est un ancien régiment d'artillerie de l'armée française.

## Création et différentes dénominations
- Avril 1917 : Création du 224e régiment d'artillerie
- Décembre 1918 : Dissolution
- 3 septembre 1939 : Création du 224e régiment d'artillerie
- Juillet 1940 : Dissolution

## Historique des campagnes, batailles et garnisons du224eRA

### Première Guerre mondiale
Le régiment est créé en tant que 224e régiment d'artillerie de campagne (224e RAC) en avril 1917 à partir des trois groupes de 75 de l'artillerie de la 68e division d'infanterie. 

#### 1918
En décembre 1918, le régiment est dissout et ses éléments non démobilisés forment un régiment de marche avec le 24e régiment d'artillerie de campagne.

### Seconde Guerre mondiale
Le 224e régiment d'artillerie lourde divisionnaire (224e RALD) a été mis sur pied de guerre le 3 septembre 1939 par dédoublement du 24e régiment d'artillerie divisionnaire au centre mobilisateur d'artillerie 18 de Tarbes. Les deux régiments sont affectés à la 36e division d'infanterie.

## Décorations
Aucune citation